# Kadyjiwka
Kadyjiwka (ukr. Кадиївка) – wieś na Ukrainie, w obwodzie chmielnickim, w rejonie chmielnickim, w hromadzie Jarmolińce. W 2001 liczyła 559 mieszkańców, spośród których 548 wskazało jako ojczysty język ukraiński, 9 rosyjski, 1 mołdawski, a 1 białoruski.
W pobliżu znajduje się przystanek kolejowy Kadijiwka, położony na linii Chmielnicki – Kamieniec Podolski – Kelmieńce.